# باژنا (استان اوپوله)
باژنا (به لهستانی: Barzyna) یک منطقهٔ مسکونی در لهستان است که در گمینا نامسووو واقع شده‌است.